# Música cercana
Música cercana es una obra de teatro de Antonio Buero Vallejo, estrenada en el Teatro Arriaga de Bilbao, el 18 de agosto de 1989.

## Argumento
La existencia de Alfredo se desarrolla en torno a su frenética actividad financiera y la nostalgia que le envuelve a vislumbrar la llegada de la vejez y su deseo de enmendar errores de juventud. Sus hijos Sandra y Javier, junto a la asistenta Lorenza, completan el cuadro familiar. Sandra es una joven romántica y sensible enamorada de su profesor de Literatura y Javier es frío y ambicioso.

## Estreno
- Dirección: Gustavo Pérez Puig.
- Escenografía: Francisco Nieva.
- Reparto: 
  - Alfredo … Julio Núñez.
  - Sandra … Lydia Bosch, sustituida luego por Yolanda Arestegui.
  - Javier … Miguel Ayones.
  - Lorenza … Encarna Paso.
  - René … Fernando Huesca.
  - Isolina … Estela Alcaraz.